# Empfang Dürers in Antwerpen
Empfang Dürers in Antwerpen des Malers Hermann Stilke war das dritte Transparentgemälde auf dem Dürerfest 1828 in Nürnberg.

## Historischer Hintergrund
Albrecht Dürer reiste in den Jahren 1520/21 in die Niederlande und besuchte während dieser Zeit insgesamt fünfmal die Stadt Antwerpen. Sein erster Aufenthalt datiert vom 2. bis zum 26. August 1520. Bereits drei Tage nach seiner Ankunft, am 5. August 1520, bereitete ihm die niederländische Malergilde einen Empfang in ihrem Gildenhaus und Dürer beschreibt diesen in seinem Reisetagebuch (was mehr einem Rechnungsbuch gleicht), das 1956 in kommentierter Auflage von Hans Rupprich erschien, wie folgt.
Das Gildenhaus trug den Namen „De Bontemantel“ und lag am Grote Markt nahe der Liebfrauenkirche von Antwerpen, existiert heute aber nicht mehr. Dürer wird also Teil eines festlichen Empfangs, der nicht nur von Malern, sondern auch von politischen Akteuren besucht wird. Genannt wird ein Ratsbote, mit Namen Adriaen Herbouts, von dem Dürer im Namen des damaligen Bürgermeisters Arnold („Antorff“) van Liere, vier Kannen Wein geschenkt bekommt. Dürer berichtet über die gesamte restliche Reisezeit hinweg (u. a. Mecheln, Brügge, Gent), an keiner anderen Stelle von so viel Ehre und Begeisterung, die ihm zuteilwurde. Der Empfang kann als Beginn eines Denkmals für Dürer in Antwerpen gedeutet werden, was sich nicht zuletzt in dem Angebot zu einem dauerhaften Aufenthalts Dürers in den Niederlanden äußert, sondern z. B. auch in der darauffolgenden Generation niederländischer Maler. Im Jahre 1563 errichtet der Kaufmann und Maler Cornelius van Dalem (1530/35–1573), in der Lange Nieuwstraat, sein Haus mit dem Namen „Pictura“. Den Giebel seines Hauses schmückten neben einer Büste von Minerva und einer Allegorie der Malerei, die Büsten von Jan van Eyck und Albrecht Dürer. Das Haus wurde zwar 1852 abgebrochen, die beiden Büsten haben sich aber erhalten und sind heute im Antwerpener Museum Het Vleeshuis zu sehen. Dürers Büste trägt die Inschrift: „GERMANORVM DECVS“ – Zierde der Deutschen.

## Transparent
Auf dem Dürerfest 1828 in Nürnberg war das Transparent „Empfang Dürers in Antwerpen“ an dritter Stelle der chronologischen Reihenfolge der Abbildungen aufgehängt. Den Entwurf für das Transparent lieferte der deutsche Künstler Hermann Stilke (1803–1860). Stilke war anfangs zunächst auch ein Schüler von Peter von Cornelius, distanzierte sich aber bereits in diesem Transparent von den strengen klassizistischen Lehren und wendet sich eher einem detailfreudigen Realismus zu. Stilke wird 1833 zu Friedrich Wilhelm von Schadow nach Düsseldorf wechseln und somit nicht nur einen künstlerischen als auch biographischen Bruch mit Cornelius vollziehen. Das Werk von Stilke unterscheidet sich also von den anderen Transparenten vor allem in dem positivistischen Ansatz, einen Moment auf dem Empfang so detailgenau wie möglich darzustellen und nicht das Hauptaugenmerk auf kunsttheoretische Überzeugungen der Nazarener zu legen, deren Mitbegründer u. a. Cornelius war.
Der Moment könnte dabei genau der gewesen, den Dürer in seinem Reisetagebuch festgehalten hat, nämlich:

„da kam der herrn von Antorff raths poth mit zweyen knechten und schencket mir von der herren von Antorff wegen 4 kannen wein.“

Umringt von verschiedenen Personen, sitzt Dürer im Vordergrund an einer Tafel und richtet seinen Blick zu einer 3-Personen Gruppe links von ihm. In der Mitte dieser Gruppe steht ein wohlgekleideter Mann und hebt begrüßend und feierlich seinen Hut oder seine Mütze nach links oben („zieht seinen Hut“). Diese Person könnte der Ratsbote sein, der umgeben von seinen zwei Gehilfen Dürer zum Gruß entgegenblickt und die Geste vollzieht. Vor ihm und zu Füßen Dürers, kniet einer der Gehilfen auf dem Boden, mit einer Weinkanne (möglicherweise einer Amphora) umringt von Traubenreigen auf dessen Hals und auch auf seinem Kopf, aufblickend zu Dürer. Der Zweite steht links hinter dem Ratsboten und trägt ein weiteres Weingefäß, einer Hydra gleich, auf dem Kopf. Sein Haupt wird ebenfalls von Traubenreigen und möglicherweise auch Efeu geziert.
Es scheint als wolle Dürer dem vor ihm knienden die Hand reichen oder eine Geste zum Dank ausdrücken. Aufgrund seiner prominenten Position im Bild, dem Thema eines Festmahls und vor allem den Weinbehältern, wird diese Szene ikonographisch als Hochzeit zu Kana gedeutet. Dürer, der hier anstelle von Jesus, als „Wundervollbringer“ dafür sorgt, dass durch das Weingeschenk die übrige Feiergesellschaft noch mehr zu trinken hat. Kunsthistorisch wurde die Bibelstelle von Joh 2, 1-12 am prominentesten wohl von dem italienischen Maler Paolo Veronese 1563 gemalt (Paolo Veronese, Die Hochzeit zu Kana, 1563, Öl auf Leinwand, 677 × 994 cm, Paris, Louvre).
Die ikonographische Deutung von Stilkes Beitrag zum Dürerfest, festigt sich vor allem in der generell religiös-mystischen Inszenierung Dürers innerhalb des Zyklus der Transparente und des gesamten Dürerfestes. Ein zeitgenössischer Beitrag von (möglicherweise) Methusalem Müller im Kunstblatt 1828, schildert den verdunkelten Rathaussaal zu Nürnberg und die Inszenierung der Transparente.

„An der Westseite befand sich das Orchester, die Ostseite, welche wie bekannt, gemalte Kirchenfenster hat, war durch eine große Nische in Gestalt einer Emporkirche zu welcher Stufen hinanführten, verkleidet. In diesem Chore und an den breiten Vordergewänden desselben waren die sieben Transparente, gleichsam wie Fenster aufgestellt. Spitzbogen mit gothischen Verzierungen enthielten über jedem Bilde drey kleine transparente Porträts und reichten durch gothische Architektur verziert in das Himmelsgewölbe der Nische, welches mit goldenen Sternen verziert war. Der Raum zwischen den Bildern war durch Genien gefüllt, welche auf einer Tafel Dürers Fertigkeiten in einzelnen Zweigen der Kunst andeuteten. Eine Inschrift bezeichnete unter jedem Bilde den Stoff.“

Eingefasst in einer gotischen Scheinarchitektur und stimmungsvoll beleuchtet, sodass die (genau) sieben Transparente wie Kirchenfenster „erscheinen“, der Sternenhimmel an der Decke und die anderen Bildthemen, inszenieren Dürer innerhalb der Festlichkeiten, als einen christlichen Heiland der Kunst und darüber hinaus vor allem, der Deutschen Kunst (siehe Nazarener).